# 23792 Аліссакук
23792 Аліссакук (1998 QU24, 1991 RA34, 2000 AJ163, 23792 Alyssacook) — астероїд головного поясу, відкритий 17 серпня 1998 року.
Тіссеранів параметр щодо Юпітера — 3,551.